# Jan Polanc

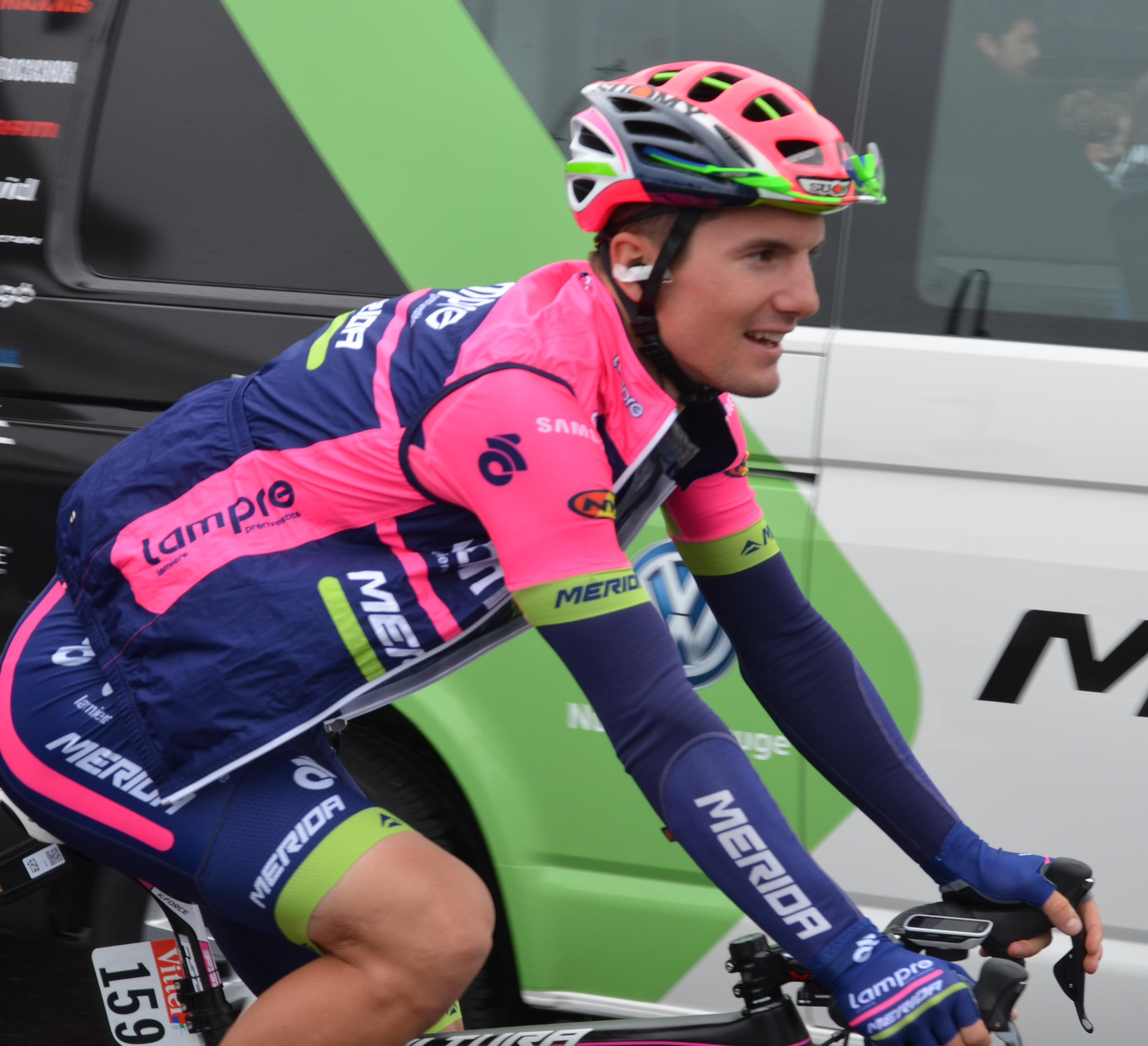
Jan Polanc bei der Tour de France 2016

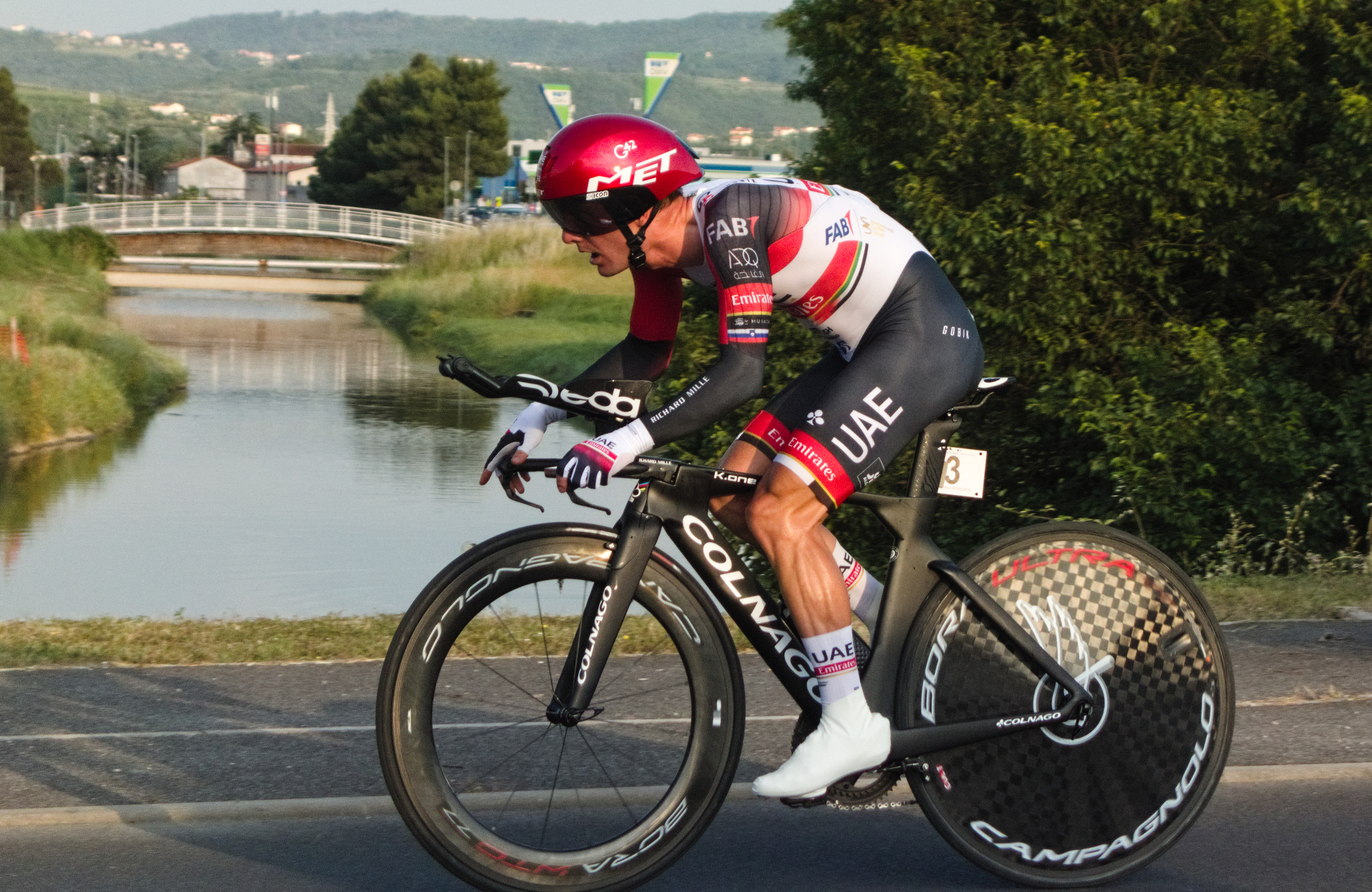
Jan Polanc bei den slowenischen Meisterschaften im Einzelzeitfahren 2021

Jan Polanc (* 6. Mai 1992 in Kranj) ist ein ehemaliger slowenischer Radrennfahrer und aktuell sportlicher Leiter eines Radsportteams.

## Karriere
Jan Polanc wurde 2009 slowenischer Juniorenmeister im Straßenrennen. Im nächsten Jahr gewann er den Titel im Einzelzeitfahren und wurde Fünfter im Straßenrennen der Juniorenweltmeisterschaft und er gewann eine Etappe beim Giro della Lunigiana.
Zwischen 2011 und Mitte 2013 fuhr Polanc für das slowenische Continental Team Radenska. Er wurde in dieser Zeit slowenischer U23-Zeitfahrmeister, gewann das Eintagesrennen Piccolo Giro di Lombardia und die Gesamtwertung und eine Etappe des Giro della Regione Friuli Venezia Giulia.
Daraufhin wechselte Polanc zum italienischen ProTeam Lampre-Merida, dem späteren UAE Team Emirates, für das er beim Giro d’Italia 2015 mit dem Sieg auf der 5. Etappe nach Abetone seinen bis dahin größten Erfolg erzielte, nachdem er zu Beginn der Etappe Teil einer kleineren Spitzengruppe von Außenseitern war, aus der er sich an der Zielsteigung absetzen konnte. Auf der 4. Etappe des Giro d’Italia 2017 mit Bergankunft auf dem Ätna konnte er erneut in vergleichbarer Weise eine Etappe gewinnen. Im Gesamtklassement erzielte er mit Platz 11 seine beste Platzierung.
Bei der Tour de France 2020 war Poland Teil des Teams um den Gesamtsieger Tadej Pogačar, blieb aber vier Jahre ohne individuellen Sieg, bevor er in der Saison 2022 mit der Trofeo Laigueglia erneut ein Rennen für sich entscheiden konnte.
Im Mai 2023 beendete Polanc seine Radsport-Laufbahn, nachdem bei ihm Probleme mit dem Herzen diagnostiziert worden waren. Danach wechselte er das Management seines Teams und übernahm ab der Saison 2024 die sportliche Leitung des Nachwuchsteams UAE Team Emirates Gen Z.

## Erfolge
2009
- Slowenischer Meister – Straßenrennen (Junioren)
- eine Etappe Giro della Lunigiana

2010
- Slowenischer Meister – Einzelzeitfahren (Junioren)

2012
- Slowenischer Meister – Einzelzeitfahren (U23)
- Piccolo Giro di Lombardia

2013
- Gesamtwertung und eine Etappe  Giro della Regione Friuli Venezia Giulia

2015
- eine Etappe Giro d’Italia

2017
- Bergwertung Tour La Provence
- eine Etappe Giro d’Italia
- Slowenischer Meister – Einzelzeitfahren

2022
- Trofeo Laigueglia

## Grand-Tour-Platzierungen
| Grand Tour            | 2014 | 2015 | 2016 | 2017 | 2018 | 2019 | 2020 | 2021 | 2022 |
| --------------------- | ---- | ---- | ---- | ---- | ---- | ---- | ---- | ---- | ---- |
| Giro d’ItaliaGiro     | 42   | 53   | –    | 11   | 32   | 15   | –    | –    | –    |
| Tour de FranceTour    | –    | –    | 54   | –    | –    | –    | 40   | –    | –    |
| Vuelta a EspañaVuelta | –    | –    | –    | –    | –    | –    | –    | 41   | 12   |